# Igor Ivanovics Szukacsov
Igor Ivanovics Szukacsov, (Игорь Иванович Сукачёв), (Moszkva, 1959. december 1. –), szovjet-orosz rockzenész, költő, dalszerző, színész, rendező, forgatókönyvíró, műsorvezető.

## Pályafutása
Apja végigharcolta a második világháborút Moszkvától Berlinig. Édesanyja a náci koncentrációs táborok egyik túlélője volt.
Miután elvégezte a vasúti műszaki főiskolát, közlekedési mérnök lett. Részt vett a tusinói vasútállomás tervezésében. Majd hirtelen színházi tanulmányokra váltott (Липецкое областное культурно-просветительное училище – Lipetsk Culture and Education College), és 1977-ben színházrendezői diplomával végzett.
Ugyanebben az évben megalapította a Закат Солнца вручную zenekart, amely egy album után 1983-ban felbomlott. 1983-ban létrehozott egy másik zenekart (Postscriptum), demóalbumuk a „Ne add fel!” (1982). Következő együttese a Bravo volt. 1986-ban született meg a Бригада С (Sz Brigád) – „az önjelölt proletár dzsesszzenekar”.
1994-ben megalapította az Érinthetetlenek (Неприкасаемые) nevű zenekart, amely 1994–2010-ben kilenc stúdióalbumot adott ki. A zenekar hatalmas turnékat tartott Oroszország-szerte, és Emir Kusturicával több koncerten is szerepeltek.
Szukacsov szólókarrierje 1991-ben kezdődött; tíz albumot adott ki, köztük a Moj Viszockij (Az én Viszockijom, 2014).
- A Szovjetunióban az elsők között a szexuális kisebbségek jogainak védelmében beszédet tartott.
- 2014 decemberében nyilvánosan kijelentette, hogy támogatja az orosz szakadárokat a kelet-ukrajnai háborúban.
- 2015 januárjában egy internetes zenei videót tett közzé, melyet a szeparatisták támogatására rögzítettek.

## Lemezek

### Brigada Sz
- 1988: Добро пожаловать в запретную зону (Dobro pojalovat' v zapretnuyu zonu) – Welcome to the no-go zone
- 1989: Ностальгическое танго (Nostal'gicheskoe tango) – Nostalgic tango
- 1991: Аллергии:нет! (Allergii – net!) – Allergies – no!
- 1992: Всё это рок-н-ролл (Vsyo eto rok-n-roll) – It's only rock and roll
- 1993: Реки (Reki) – Rivers
- 1994: Я обожаю jazz. Зэ бэст 1986-1989 (Ya odojayu jazz. Ze best 1986-1989) – I adore jazz. The best 1986-1989

### Érinthetetlenek (Неприкасаемые)
- 1994: Брёл, брёл, брёл (Bryol, bryol, bryol) – Walked, walked, walked
- 1995: Между водой и огнём (Mejdu vodoy i ognyom) – Between water and fire
- 1999: Города, где после дождя дымится асфальт (Goroda, gde posle dojdya dymitsa asfalt) – The city where past rain smoking asphalt
- 1999: Барышня и дракон (Barishnia i drakon) – Lady and the Dragon
- 2002: Ночной полёт (Nochnoi polyot) – Night flight
- 2005: Третья чаша (Tretya chasha) – The third cup
- 2006: Оборотень с гитарой (Oboroten' s gitaroi) – The Werewolf with a guitar
- 2010: 5:0 в мою пользу (Pyat'-nol' v moyu pol'zu) – I'm 5:0

### Szólólemezek
- 1991: Акция Нонсенс (Aktsiya Nonsens) – Action Nonsense
- 1995: Боцман и бродяга. Я милого узнаю по походке (Botsman i brodyaga. Ya milogo uznayu po pohodke) – Boatswain and a tramp. I recognize the sweet in his walk (with Alexandr F. Sklyar)
- 1996: Песни с окраины (Pesni s okrainy) – Songs from the edge
- 1998: Кризис среднего возраста (Krizis srednego vozrasta) – Midlife crisis
- 1999: Барышня и дракон (Barishnia i drakon) – Lady and the Dragon
- 2001: Фронтовой альбом (Frontovoy al'bom) – Frontline album
- 2003: Poetica (Poetica) – Poetica
- 2003: 44 (Sorok chetyre) – 44
- 2005: Перезвоны (Perezvony) – Chimes
- 2013: Внезапный будильник
- 2019: 246

## Film
Húsz filmben szerepelt, hármat sajátmaga rendezett.
Rendező, forgatókönyvíró
- 1997: Középkorú válság (Midlife crisis)
- 2001: Ünnep ( The Holiday)
- 2010: Napház (The House of the Sun)

Színész
(fontosabbak)
- 1988: Rocksílusú tragédia (Трагедия в стиле рок, Tragediya v stile rok)
- 1991: Eltűnt Szibériában (Потерянный в Сибири, Poteryannyy v Sibiri)
- 2004: Arie (Арье, Arie)
- 2005: Hunyó (Жмурки, Zhmurki)
- 2010: A Nap háza (Дом Cолнца, Dom Solntsa)
- 2017: Bird (Птица, Madár)